# كينتارو سوزوكي
كينتارو سوزوكي (باليابانية: 鈴木 健太郎) (مواليد 2 يونيو 1980)، هو لاعب كرة قدم ياباني سابق كان يلعب كمدافع.

## وصلات خارجية
- كينتارو سوزوكي على موقع رابطة كرة القدم اليابانية للمحترفين (اليابانية)
- كينتارو سوزوكي على موقع قاعدة بيانات كرة القدم.إي يو (الإنجليزية)
- كينتارو سوزوكي على موقع Soccerway.com (الإنجليزية)
- كينتارو سوزوكي على موقع عالم كرة القدم.نت (الإنجليزية)